# Raising Sand
Raising Sand – album studyjny brytyjskiego wokalisty Roberta Planta i amerykańskiej wokalistki Alison Krauss. Wydawnictwo ukazało się 23 października 2007 roku nakładem wytwórni muzycznych Rounder Records i Decca Records. Płyta dotarła do 2. miejsca listy Billboard 200 w Stanach Zjednoczonych, gdzie uzyskała status platynowej. Produkcja uplasowała się ponadto na 2. miejscu brytyjskiej listy przebojów, gdzie także uzyskała status platynowej płyty
.

## Lista utworów
Opracowano na podstawie materiału źródłowego:
1. "Rich Woman" (Dorothy LaBostrie, McKinley Millet) – 4:04
2. "Killing the Blues" (Roly Jon Salley) – 4:16
3. "Sister Rosetta Goes Before Us" (Sam Phillips) – 3:26
4. "Polly Come Home" (Gene Clark) – 5:36
5. "Gone Gone Gone (Done Moved On)" (Don Everly, Phil Everly) – 3:33
6. "Through the Morning, Through the Night" (Gene Clark) – 4:01
7. "Please Read the Letter" (Charlie Jones, Michael Lee, Jimmy Page, Robert Plant) – 5:53
8. "Trampled Rose" (Kathleen Brennan, Tom Waits) – 5:34
9. "Fortune Teller" (Allen Toussaint) – 4:30
10. "Stick With Me Baby" (Mel Tillis) – 2:50
11. "Nothin'" (Townes Van Zandt) – 5:33
12. "Let Your Loss Be Your Lesson" (Milton Campbell) – 4:02
13. "Your Long Journey" (Doc Watson, Rosa Lee Watson) – 3:55